# Calappa guerini
Calappa guerini is een krabbensoort uit de familie van de Calappidae. De wetenschappelijke naam van de soort is voor het eerst geldig gepubliceerd in 1871 door Brito Capello.